# Minișu de Sus, Arad
Minișu de Sus este un sat în comuna Tauț din județul Arad, Crișana, România.

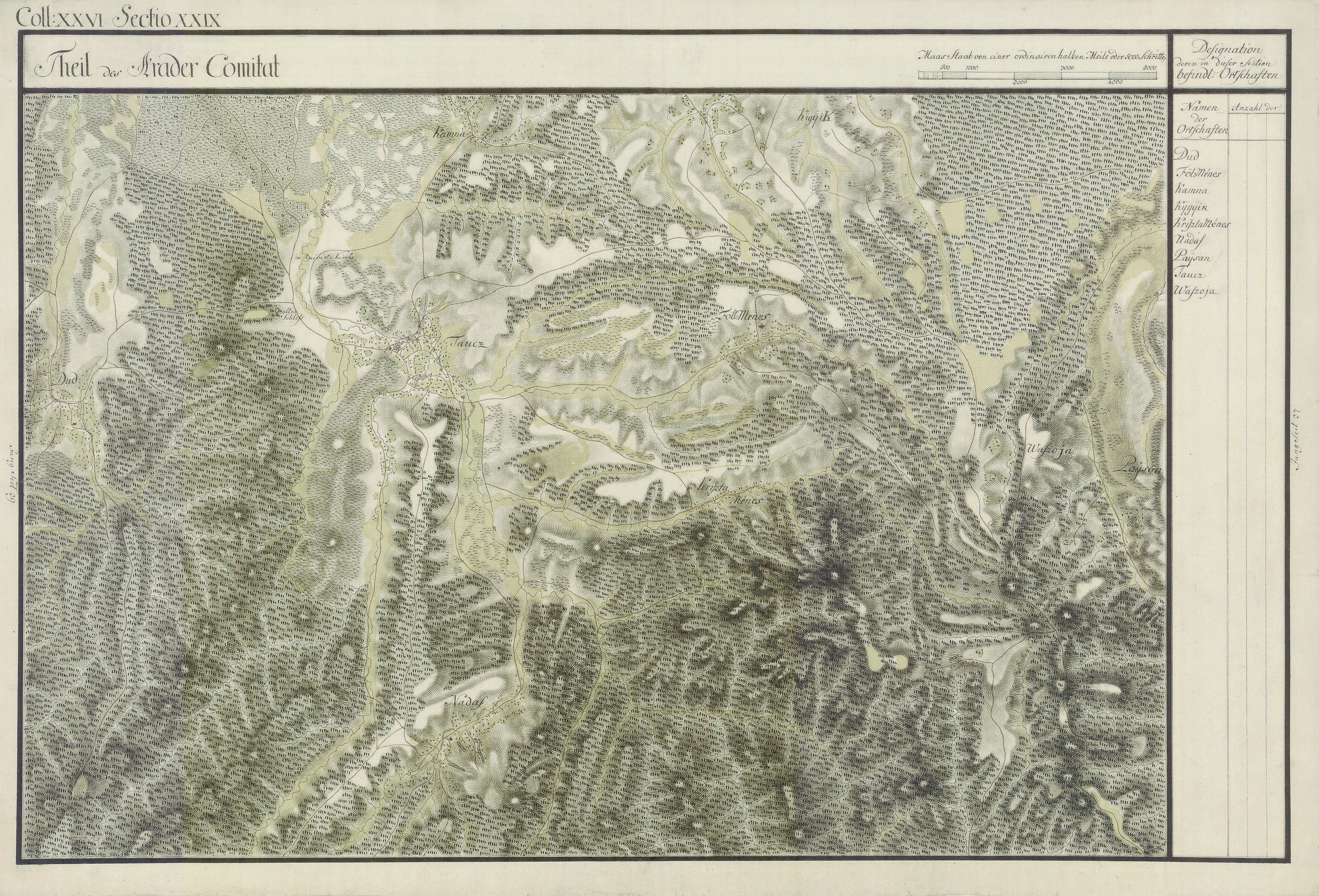
Minișu de Sus în Harta Iozefină a Comitatului Arad, 1782-85